# Film Journal International
Film Journal International é uma revista de publicação especialmente sobre filmes nos Estados Unidos. E faz parte da Prometheus Global Media.